# Mark Kendall Bingham Memorial Tournament
Il Mark Kendall Bingham Memorial Tournament, anche noto come Bingham Cup, è una competizione internazionale di rugby a 15 per squadre di club dilettantistiche organizzata dall'IGRAB (International Gay Rugby Association and Board), un'associazione che si occupa della promozione del rugby tra le persone LGBT.
Benché fuori dalla giurisdizione di World Rugby, la Bingham Cup è, dopo la Coppa del Mondo, la più larga, in termini di partecipazione internazionale, competizione di rugby a 15 del mondo, aperta a selezioni di tutti e cinque i continenti; essendo il carattere della competizione inclusive, la manifestazione — che prevede anche un torneo femminile — è aperta a giocatori di qualsiasi orientamento sessuale.
La prima edizione sotto l'egida dell'IGRAB si tenne a San Francisco (Stati Uniti) nel 2002.
L'edizione di Manchester (Regno Unito) del 2012, pur non riconosciuta da World Rugby, ricevette tuttavia il patrocinio ufficiale della RFU, la federazione inglese di rugby a 15.
Il torneo deve il suo nome a Mark Kendall Bingham, imprenditore statunitense gay ed ex rugbista, che l'11 settembre 2001 si trovava sul volo United Airlines 93 dirottato da terroristi arabi e che grazie alla rivolta dei passeggeri non si abbatté su Washington ma precipitò a Shanksville, in Pennsylvania.

## Storia
Il prodromo di quella che in futuro divenne la Bingham Cup fu un torneo di rugby a 7 organizzato nel maggio 2001 a Washington per iniziativa di un club della Capitale federale, i Washington Renegades, e aperto a tutte le squadre inclusive (ovvero, che ammettessero giocatori a prescindere dal loro orientamento sessuale); nel corso di tale torneo, cui presero parte, tra l'altro, compagini e singoli giocatori provenienti da Regno Unito, Argentina e anche Australia, si tenne pure un incontro dimostrativo a 15 tra i Renegades e una squadra della costa occidentale, i San Francisco Fog.

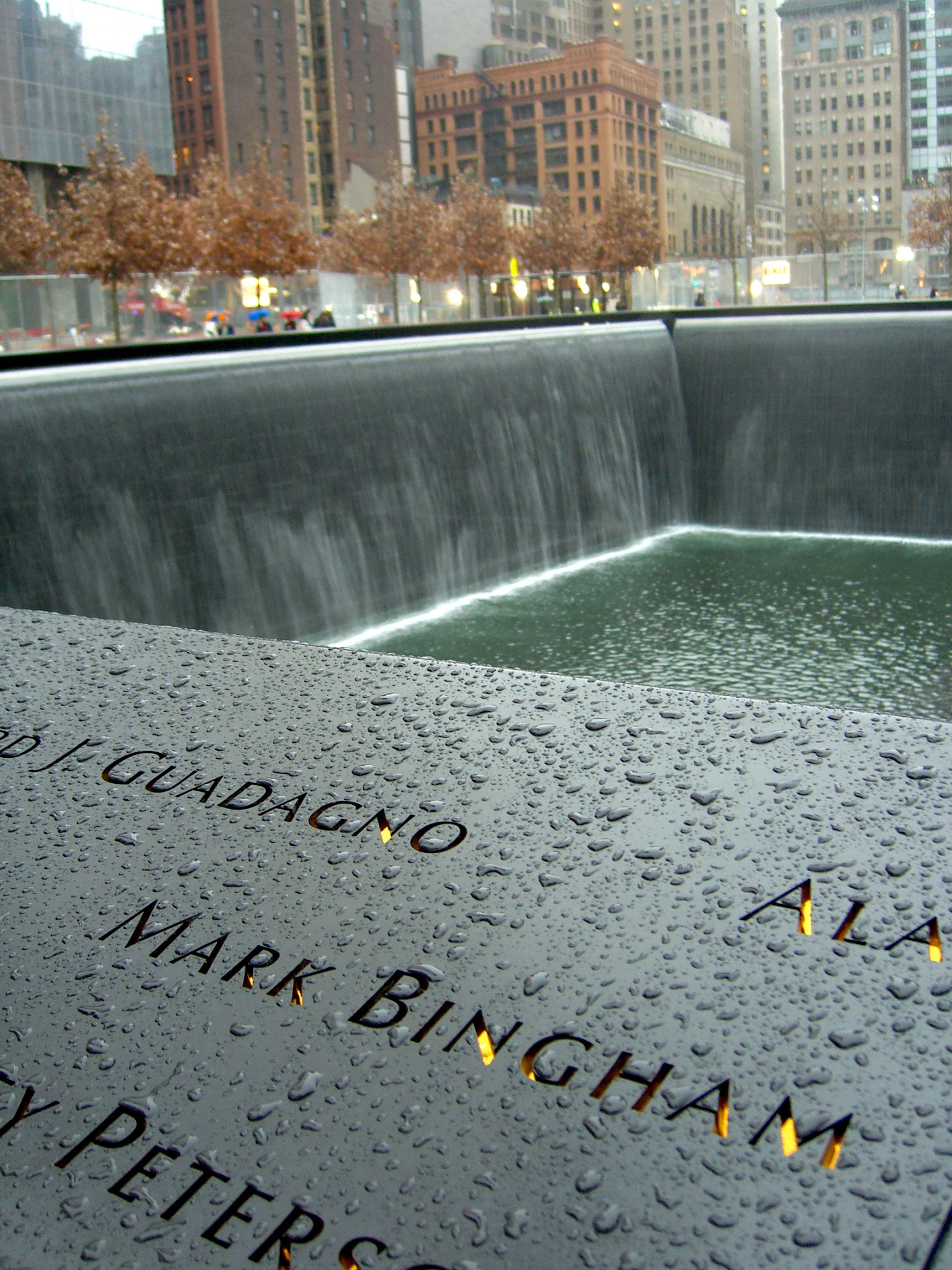
Il nome di Mark Bingham al National September 11 Memorial & Museum di New York

Gli avvenimenti dell'11 settembre successivo diedero un'accelerazione al movimento rugbistico gay e spinsero i club che avevano partecipato all'evento di maggio a creare la IGRAB, acronimo di International Gay Rugby Association and Board.
Tra i passeggeri del volo United Airlines 93, dirottato da terroristi arabi e diretto su Washington presumibilmente con obiettivo la Casa Bianca o il Campidoglio, viaggiava infatti Mark Bingham, imprenditore gay californiano e rugbista dei San Francisco Fog, che fu tra coloro che si ribellarono ai terroristi e organizzò un'irruzione nel cockpit dell'aereo, costringendo così il pilota dirottatore a rinunciare all'intento di effettuare l'attacco suicida su Washington e di puntare su una città della Pennsylvania poco distante, Shanksville, dove tutti gli occupanti dell'aereo — passeggeri, dirottatori ed equipaggio — trovarono la morte.
L'IGRAB vide la luce nel 2002 e il suo primo atto ufficiale fu quello di organizzare una "Coppa del Mondo LGBT di rugby"; il 28 e 29 giugno di quell'anno, al Polo Field di San Francisco, si tenne quindi la prima edizione del Mark Kendall Bingham Memorial Tournament, che divenne subito noto come Bingham Cup.
A tale prima edizione presero parte sette squadre, una delle quali, i San Francisco Fog, presenti con una selezione A e una B per portare il totale a otto.
A rappresentare gli Stati Uniti, a parte la citata San Francisco, figuravano i Washington Renegades, i Los Angeles Rebellion, i Seattle Quake e i Gotham Knights di New York; dal Regno Unito invece giunsero i Manchester Village Spartans e i London Kings Cross Steelers, prima squadra gay d'Inghilterra.
Proprio Londra giunse in finale contro San Francisco, perdendo però per 5-27.
Due anni più tardi la competizione sbarcò in Europa, a Londra, ospitata nello stadio dell'Esher Rugby FC; il torneo si tenne il 29 e 30 maggio e vide di nuovo la partecipazione di otto squadre divise in due gironi; rispetto a quelle di due anni prima, Seattle e New York non furono presenti, rimpiazzati dai Philadelphia Gryphons e una squadra mista nota come IGRAB Barbarians; un ulteriore posto, libero dalla seconda selezione di San Francisco, fu preso da una squadra australiana, i Sydney Convicts.
La finale fu di nuovo Regno Unito-Stati Uniti, con questi ultimi di nuovo rappresentati da San Francisco, che batté Manchester per 26-7.
Il 2004 avrebbe dovuto anche essere l'edizione in cui due squadre femminili avrebbero preso parte alla competizione a titolo dimostrativo, ma per motivi organizzativi (le giocatrici furono convocate dalla Nazionale inglese a sette) non fu possibile tenere l'incontro; tuttavia per la prima volta un arbitro donna, la statunitense Lois Bukowski, diresse un incontro del torneo.
L'edizione del 2006, che si tenne a New York, vide ai nastri di partenza le stesse squadre dell'edizione 2002, con Sydney di nuovo al posto della squadra B di San Francisco.
Furono proprio gli australiani ad aggiudicarsi il torneo, battendo in finale, il 29 maggio, i campioni uscenti di San Francisco.
A tale edizione di torneo, in aggiunta alle otto squadre che si disputarono il titolo maggiore, parteciparono altre compagini da Europa, Nord America e Oceania: furono infatti presenti squadre da Boston, Dallas, Filadelfia, Austin, Chicago, Atlanta, Portland, Phoenix e Minneapolis, solo per rimanere agli Stati Uniti; dal Canada fu presente Toronto, dall'Europa vennero una rappresentativa di Dublino (Irlanda), una di Cardiff (Galles) e una di Amsterdam (Paesi Bassi).
La presenza femminile al torneo, preannunciata già nel 2005 fu assicurata dalle statunitensi Scottsdale Lady Blues e Bingham Motley (New York), che si disputarono il torneo in gara unica, vinto 15-14 dalle newyorkesi.
Sydney si ripeté nel 2008 a Dublino, che ospitò la competizione dal 13 al 15 giugno; la partecipazione fu allargata a 32 squadre, e per la prima volta si vide anche la presenza di un club francese da Parigi; anche l'Irlanda del Nord fu presente con un club, gli Ulster Titans e la Danimarca con i Copenaghen Scrums; la finale vide gli australiani battere i londinesi del King Cross Steelers per 18-3 e appaiare a quota due titoli vinti gli statunitensi di San Francisco.
L'edizione 2010 di Minneapolis fu annunciata nell'ottobre 2009 insieme al debutto del sito ufficiale della competizione; il torneo, che si tenne dal 17 al 20 giugno, vide la vittoria, per la prima volta, dei newyorkesi Gotham Knights, che sconfissero 18-15 i campioni uscenti australiani.
Nel 2012 la competizione è tornata in Europa, ospitata dal Broughton Park RUFC di Manchester dal 1º al 3 giugno sotto il patrocinio ufficiale della Rugby Football Union, la federazione rugbistica inglese, e con la presenza, come padrini, degli ex rugbisti internazionali Gareth Thomas, internazionale per il Galles, che nel 2009 dichiarò la sua omosessualità, e Ben Cohen, ex nazionale inglese e campione del mondo nel 2003, il quale, benché eterosessuale, è da tempo impegnato nelle campagne contro le discriminazioni di tipo sessuale.
La vittoria è andata agli australiani di Sydney, alla quarta finale consecutiva su altrettante partecipazioni, che hanno sconfitto per 22-5 San Francisco in quello che era divenuto uno spareggio per la supremazia assoluta nel torneo, vantando entrambe le squadre due titoli a testa prima della finale; battendo gli americani, Sydney si è assicurata il terzo titolo che ne fece la squadra più vittoriosa della Bingham Cup.
Nell'agosto del 2014 Sydney ospitó la prima edizione del torneo nell'emisfero australe. La competizione vide la partecipazione di 30 squadre. I padroni di casa Sidney Convicts rafforzarono il primato, aggiudicandosi per la quarta volta il titolo, battendo in finale i connazionali dei Brisban Hustlers. Per i Convicts si è trattato del secondo titolo consecutivo, il quarto in sette edizioni della Coppa.
L'edizione del 2016 si è svolta a Nashville, negli USA. Le squadre partecipanti salirono a 49, suddivise in 12 tiers. Per il top tier, i Sidney Convincts raggiungesero la sesta finale consecutiva del torneo, ma furono battuti dai connazionali dei Melbourne Chargers, al loro primo successo nella competizione e attualmente detentori del torneo.
L'ultima edizione si è svolta dall'8 al 10 giugno 2018 ad Amsterdam, nei Paesi Bassi. Con la partecipazione di circa 60 team su 3 tiers per la competizione maschile e 6 team su un unico tier per la competizione femminile.
L'edizione del 2024 della Bingham Cup si svolgerà per la prima volta in Italia, a Roma, dal 23 al 26 maggio. Verranno utilizzati i campi sportivi delle Tre Fontane, all'EUR, dove verrà allestito anche il villaggio per il terzo tempo degli incontri.

## Albo d'oro della competizione
| Edizione | Sede          | Vincitore                                        |
| -------- | ------------- | ------------------------------------------------ |
| 2002     | San Francisco | San Francisco Fog                                |
| 2004     | Londra        | San Francisco Fog                                |
| 2006     | New York      | Sydney Convicts                                  |
| 2008     | Dublino       | Sydney Convicts                                  |
| 2010     | Minneapolis   | Gotham Knights                                   |
| 2012     | Manchester    | Sydney Convicts                                  |
| 2014     | Sydney        | Sydney Convicts                                  |
| 2016     | Nashville     | Melbourne Chargers                               |
| 2018     | Amsterdam     | Sydney Convicts                                  |
| 2020     | Ottawa        | Non disputato a causa della pandemia di COVID-19 |
| 2022     | Ottawa        | Kings Cross Steelers                             |
| 2024     | Roma          | Les Gaillards                                    |